# 목요일 살인 클럽 (영화)
"목요일 살인 클럽"(영어: The Thursday Murder Club)은 2025년 공개 예정인 미스터리 영화이다. 크리스 콜럼버스가 감독과 각본을 맡았으며, 리처드 오스먼의 동명 소설이 영화의 원작이다.